# Ananas
De ananas (Ananas comosus) is een tropische plant, oorspronkelijk afkomstig uit Brazilië, Bolivia en Paraguay. De plantensoort behoort tot de bromeliafamilie (Bromeliaceae).

## Etymologie
Ananas is een woord uit het Tupi, de taal van de Tupi-indianen, en betekent uitmuntende vrucht. De Spanjaarden noemden de vrucht piña, naar de dennenappel (cono de pino).

## Beschrijving
De vrucht van de ananas is een grote samengestelde schijnvrucht. Binnenin zit de verdikte, vlezige, vezelige bloeistengel. Het vruchtvlees ligt hier omheen en bestaat uit meerdere met elkaar vergroeide bessen en met de onderste delen van de schutbladen. Het buitenste gedeelte van de ananas bestaat uit de kelk-, de bloemkroonbladen, het bovenste gedeelte van het vruchtbeginsel en de bruine, vliezige toppen van de schutbladen. De schijnvrucht kan wel 30 cm lang en meer dan 4 kg zwaar worden, heeft bovenop een rozet van bladeren en is cilindrisch tot kegelvormig. De kleur van de schil is groenachtig tot bruinachtig, het vruchtvlees is lichtgeel tot geel en de smaak is zoet tot zoetzuur. De grootte, de vorm, de smaak en de kleur zijn variabel en afhankelijk van de cultivar.
De natuurlijke (of meest voorkomende) bestuiver van de ananas is de kolibrie. Door bestuiving ontstaan zaden, maar omdat de aanwezigheid van zaden een negatief effect heeft op de kwaliteit van het fruit, is op Hawaï, waar ananas op grote schaal wordt gekweekt, de invoer van kolibries verboden. Zoals bij alle bromelia's kan de bloei van de ananas kunstmatig worden opgewekt door middel van etheen. Een tijdens het schoonmaken van de ananas verwijderde bovenkant kan opnieuw in de bodem worden geplant. Op dezelfde wijze waarop een aardappel of ui uit een uitsnede groeit, zal dan een nieuwe plant groeien. Het duurt tussen de 14 en 16 maanden voordat een ananas oogstrijp is. Het vroeg oogsten van de hoofdvrucht zorgt voor een tweede oogst van kleinere vruchten. Na de oogst rijpt de ananas niet meer. Daarom wordt het vruchtvlees vaak ingeblikt.
De ananas is rijk aan vitaminen, zoals bètacaroteen en vitamine E, en aan mineralen, zoals kalium, magnesium, fosfor, ijzer, koper, mangaan, zink en jodium.
Tekenen dat een ananas rijp is:
- Middelste bladeren bovenop makkelijk los te trekken.[2]
- Sterke ananasgeur (ethylacetaat).
- Stevig, veerkrachtig vruchtvlees.
- De ananas heeft glanzende "ogen".[3]

Vanwege de vruchten werd de ananasplant door de mens al snel ook op andere plaatsen aangeplant. Ten tijde van Christoffel Columbus groeide de plant in heel Zuid- en Midden-Amerika en in het Caraïbisch gebied. De Spanjaarden introduceerden de ananas op de Filipijnen, Hawaï en Guam. De ananas groeit het best waar de temperatuur tussen de 18-35 °C ligt. In een kouder gebied wordt de ananas te zuur en bij warmer weer te zoet. In Europa werd de vrucht in 1720 voor het eerst met succes gekweekt in broeikassen. De ananas werd zo populair als een exotische vrucht dat het beeld van de ananas snel werd ingepast in de Europese kunst en beeldhouwkunst.

## Bromelaïne
De ananas bevat een groep sulfhydryl bevattende enzymen, bromelaïne, met als belangrijkste fractie een groep eiwitsplitsende enzymen (proteasen). Hoewel proteasen de belangrijkste component zijn, zijn ook niet-proteolitische enzymen als escherase, peroxidase en fosfatase belangrijk voor de werking van bromelaïne. Escherase speelt bijvoorbeeld een belangrijke rol in de werking van bromelaïne op de huid. Bromelaïne wordt sinds de jaren vijftig van de 20e eeuw medicinaal ingezet. Het beïnvloedt ontsteking, immuuncellen, celsignalisatie en de bloedstolling en wordt om deze redenen onder meer ingezet bij wondgenezing, als ontstekingsremmer en als pijnstiller.
Culinair worden bromelaïne-enzymen gebruikt voor het malser maken van vlees. Het toevoegen van verse ananas aan voedsel zal afbraak van eiwitten veroorzaken, waardoor de textuur en smaak verandert. In gerechten met gelatine zal verse ananas de gelatine afbreken waardoor het geen gel meer kan vormen. Ananas uit blik heeft dit effect niet, aangezien bij het inblikken de ananas verhit wordt, waardoor de eiwit-afbrekende enzymen denatureren. Het eiwitsplitsende effect kan na een zware maaltijd benut worden door verse ananas te consumeren.
Bromelaïne is aanwezig in alle delen van de plant, de hoogste concentraties worden in de steel aangetroffen.

## Wereldwijde productie
De wereldproductie wordt nu gedomineerd door Zuidoost-Azië, met name Thailand, Indonesië en de Filipijnen.
| Topproducenten van ananas 2021 | Topproducenten van ananas 2021 |
| Land                           | Productie (ton)                |
| ------------------------------ | ------------------------------ |
| Costa Rica                     | 2.938.334                      |
| Indonesië                      | 2.886.416                      |
| Filipijnen                     | 2.860.202                      |
| Brazilië                       | 2.317.554                      |
| China                          | 1.899.000                      |
| Thailand                       | 1.800.558                      |
| India                          | 1.799.000                      |
| Nigeria                        | 1.541.979                      |
| Mexico                         | 1.271.520                      |
| Colombia                       | 927.050                        |

## Afbeeldingen

Ananasproductieveld
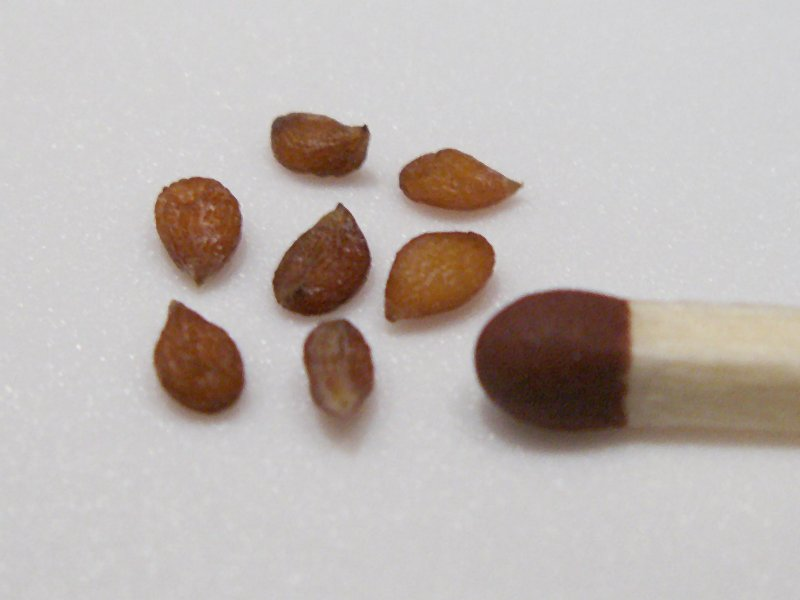
Zaden (bij luciferkop)
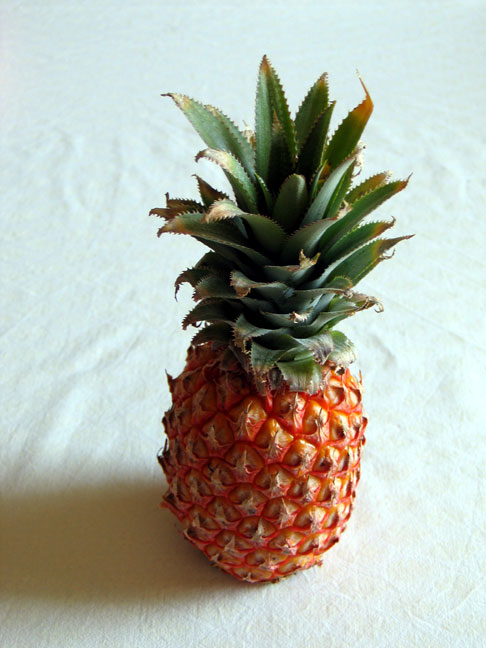
Ananasvrucht
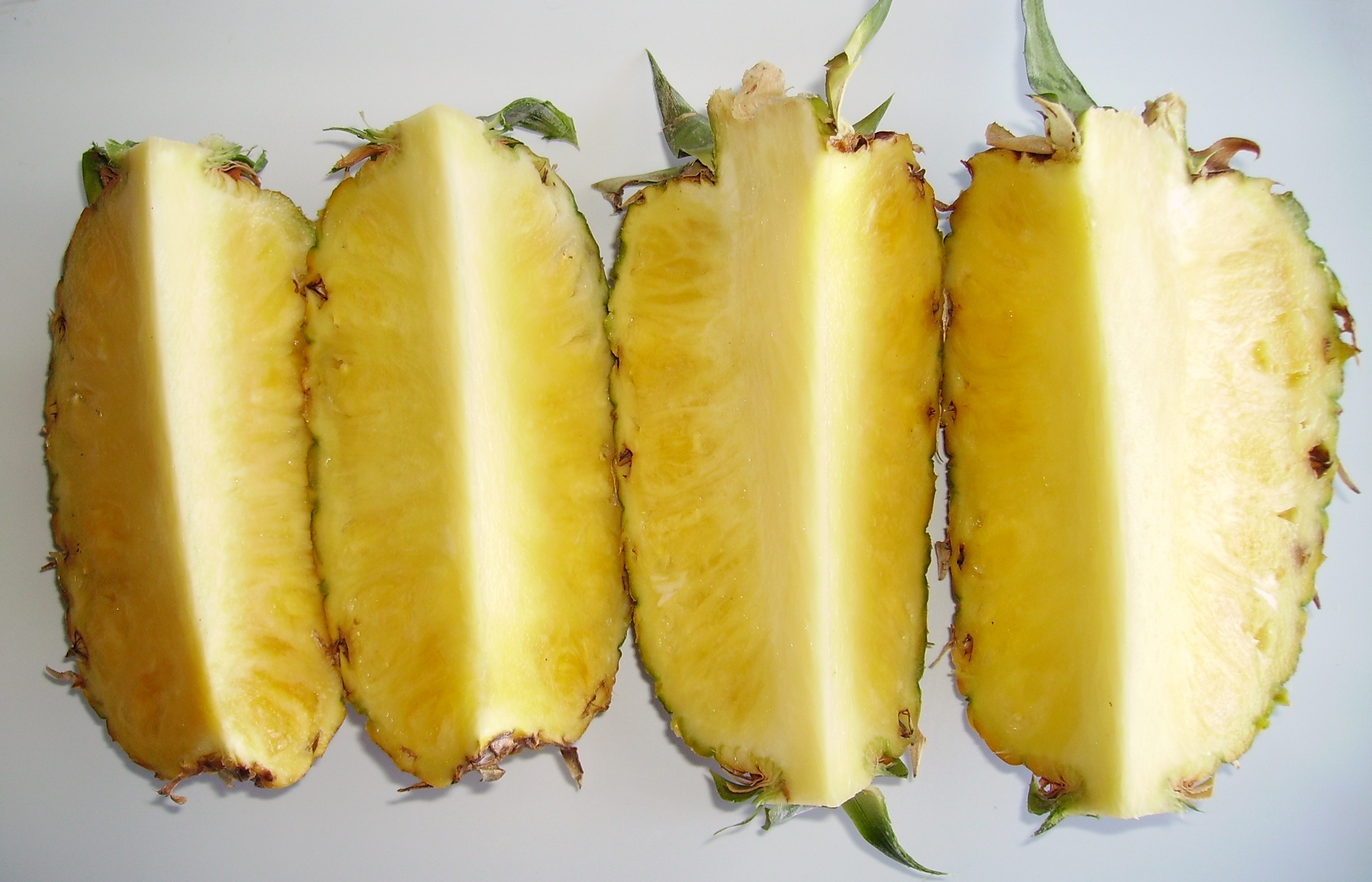
Opengesneden vrucht
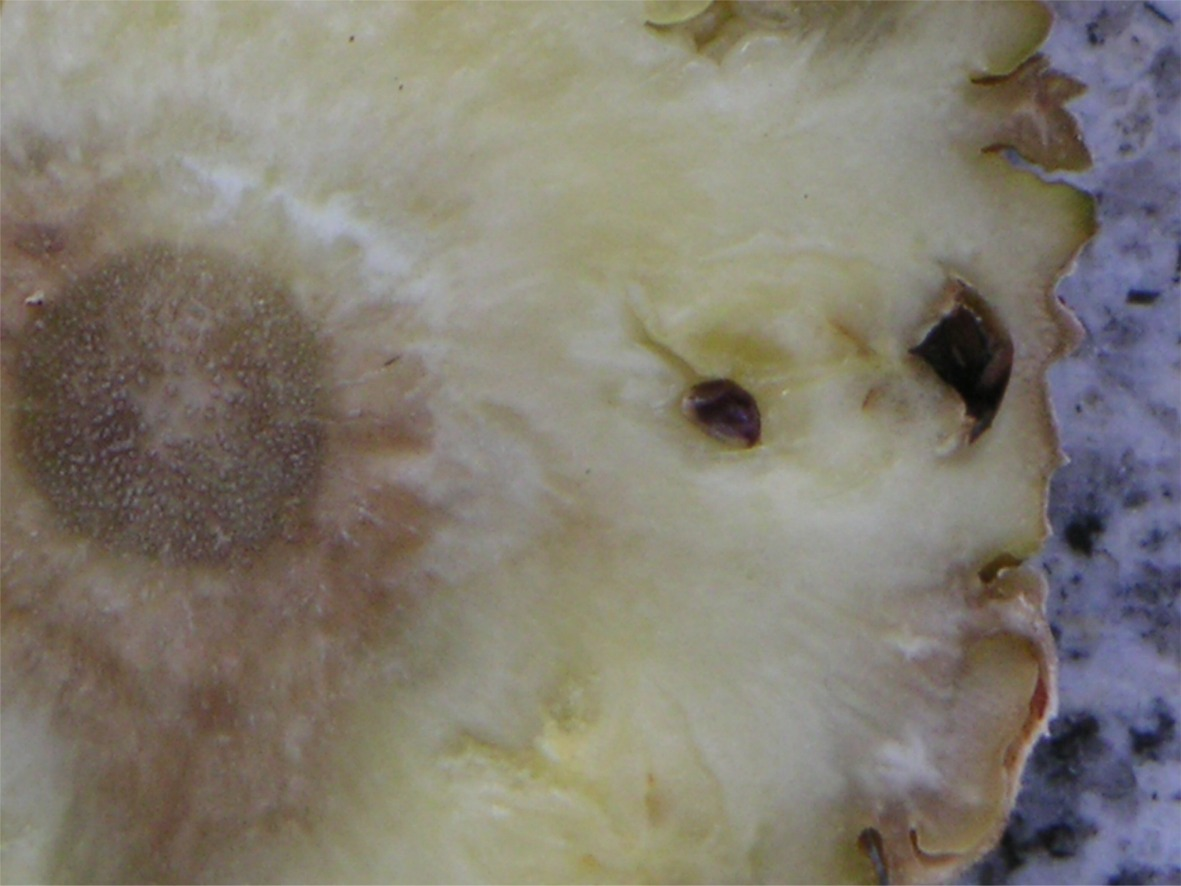
Dwarsdoorsnede vrucht
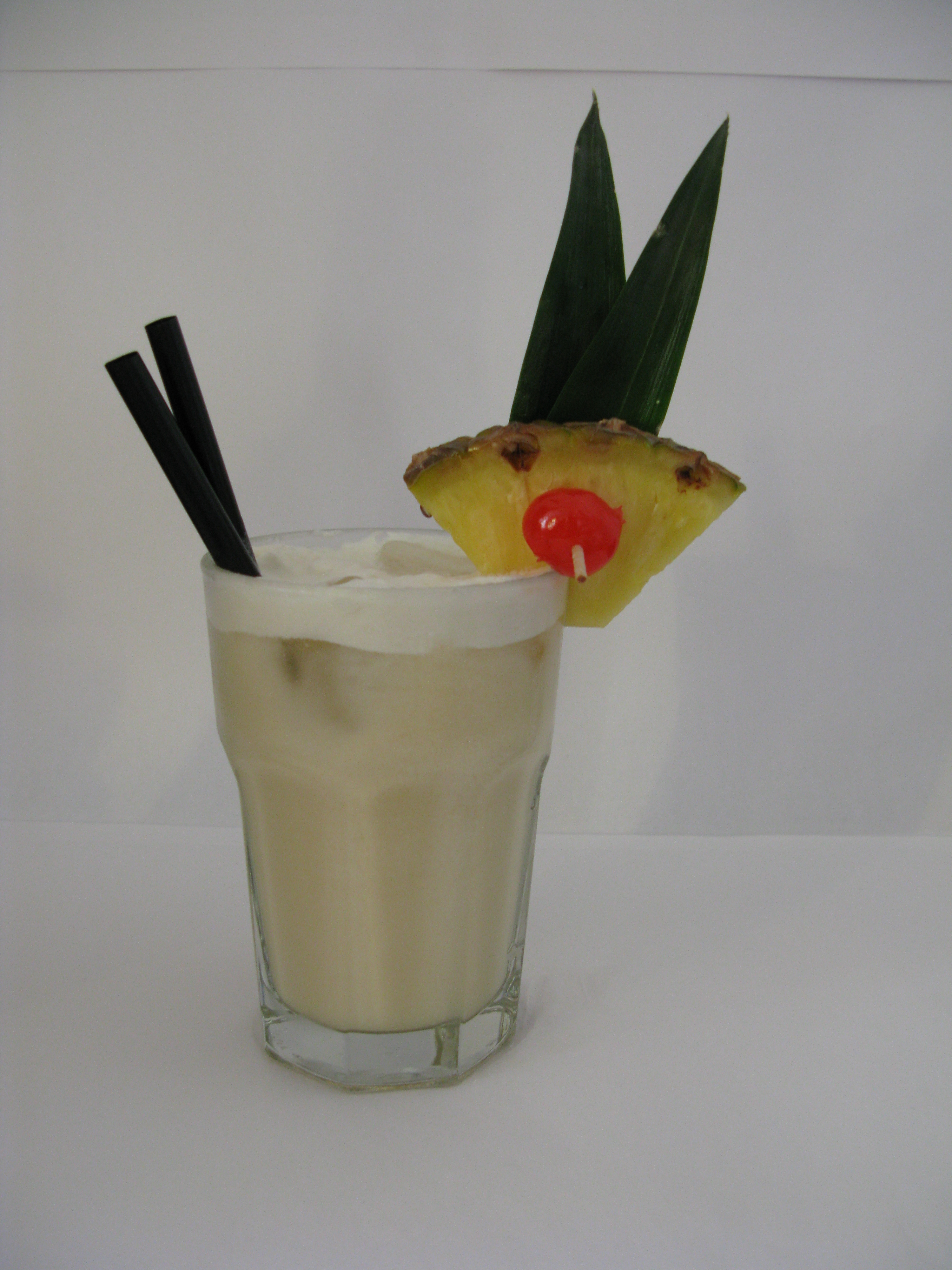
Pina colada is een alcoholische longdrink-cocktail waarin ananassap gebruikt wordt